# ヴラディスラフ・リョヴィン
ヴラディスラフ・オレゴヴィチ・リョヴィン（Vladislav Olegovich Lyovin、1995年3月28日 - ）は、ロシア・オリョール出身のサッカー選手。1.FCスロヴァーツコ所属。ポジションはミッドフィールダー。

## クラブ経歴
2015年8月29日、FCウファとのリーグ戦にてFCディナモ・モスクワでのトップチームデビューを果たした。
2017年2月7日、チェコ1部リーグのFKムラダー・ボレスラフに移籍した。

## 人物
実父のオレグ・リョヴィンは、ロシア3部リーグなどでプレーした元アマチュアサッカー選手。